# Erich Raeder
Erich Johann Albert Raeder, nemški admiral, * 24. april 1876, Wandsbek, † 6. november 1960, Kiel, Nemčija.
Raeder je bil prvi veliki admiral Kriegsmarine (povišan leta 1939) in prvi admiral, ki je dosegel ta čin med vojno po Tirpitzu.
Bil je poveljnik Kriegsmarine med letoma 1935 in 1943, ko se je umaknil s položaja zaradi nasprotovanja Hitlerjevim ukazom.